# 1970 na arte

## Eventos
- Fundação do Museu de Arte Sacra de São Paulo em São Paulo, Brasil.

## Nascimentos
| Data          | Nome         | Profissão | Nacionalidade | Observações | Ref |
| ------------- | ------------ | --------- | ------------- | ----------- | --- |
| 27 de outubro | Karl Backman | pintor    | Suécia        |             |     |

## Mortes
| Data            | Nome                     | Profissão                                                  | Nacionalidade                    | Observações | Ref |
| --------------- | ------------------------ | ---------------------------------------------------------- | -------------------------------- | ----------- | --- |
| 25 de fevereiro | Mark Rothko              | pintor                                                     | União Soviética / Estados Unidos | n. 1903     |     |
| 3 de junho      | Roberto Longhi           | historiador de arte                                        | Itália                           | n. 1890     |     |
| 5 de junho      | Vicente do Rego Monteiro | pintor, desenhista, professor e poeta                      | Brasil                           | n. 1899     |     |
| 15 de junho     | Almada Negreiros         | pintor, escritor, poeta, ensaísta, dramaturgo e romancista | Portugal                         | n. 1893     |     |
| 4 de julho      | Barnett Newman           | pintor                                                     | Estados Unidos                   | n. 1905     |     |
| 11 de agosto    | João Fahrion             | pintor, ilustrador, desenhista, gravador e professor       | Brasil                           | n. 1898     |     |
| 28 de setembro  | John Dos Passos          | novelista e pintor                                         | Estados Unidos                   | n. 1896     |     |
| 22 de outubro   | Orlando Rossi            | pintor                                                     | Brasil                           | n. 1894     |     |
| 24 de novembro  | Edmundo Prati            | escultor                                                   | Uruguai                          | n. 1889     |     |
| ??              | Pancho Cossío            | pintor                                                     | Cuba                             | n. 1894     |     |
| ??              | Anders G. Aldrin         | pintor                                                     | Suécia                           | n. 1889     |     |
| ??              | António da Costa         | escultor                                                   | Portugal                         | n. 1899     |     |
| ??              | August Zamoyski          | escultor e professor                                       | Polónia                          | n. 1893     |     |

## Prémios
- Prémio Valmor e Municipal de Arquitectura 1970 - Leonardo Rey Colaço de Castro Freire[1].